# Eugenio Trifari
Eugenio Trifari (Napoli, 18 giugno 1860 – Napoli, 14 ottobre 1954) è stato un ammiraglio italiano, che comandò una squadra navale lungo le coste dell'Albania durante il regno del principe Guglielmo di Wied. Nel corso iniziale della prima guerra mondiale fu comandante della 5ª Divisione navale alzando la sua insegna sull'incrociatore corazzato Giuseppe Garibaldi. In seguito alla perdita di quest'ultimo, avvenuta per siluramento il 18 luglio 1915, fu allontanato dagli incarichi imbarcati per decisione del comandante in capo della flotta, ammiraglio Luigi di Savoia Duca degli Abruzzi, e trasferito a terra. Comandante militare marittimo e della Piazza di Brindisi fino a luglio 1916, fu poi vicepresidente del Consiglio superiore di Marina fino al giugno 1917.

## Biografia

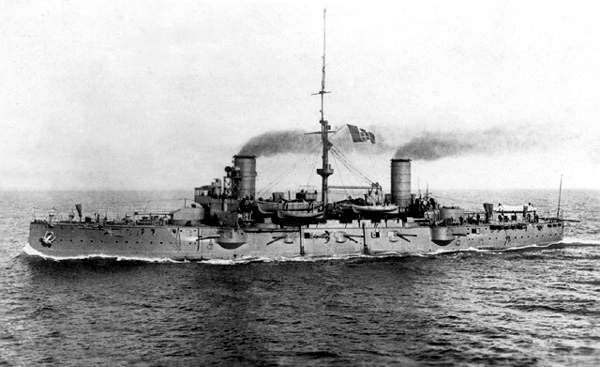
L'incrociatore corazzato Giuseppe Garibaldi in navigazione.

Nacque a Napoli il 18 giugno 1860. Ammesso a frequentare la Scuola di Marina della sua città natale nel 1874, conseguì la nomina a guardiamarina nel 1879 Da ufficiale subalterno della Regia Marina effettuò imbarchi su unità maggiori, tra cui la nave da battaglia Caio Duilio (1880) e la pirofregata corazzata Maria Adelaide (1883-1885) e Promosso tenente di vascello ebbe il comando di torpediniere (1892-1894) e della nave scuola Miseno (1896-1897). Divenuto capitano di corvetta nel 1897 e capitano di fregata nel 1901, ebbe il comando della cannoniera Curtatone (1900-1901) e della nave scuola Flavio Gioia (1904-1905).  Negli incarichi a terra fu impiegato nel servizio di artiglieria e torpedini del cantiere di Castellammare di Stabia.
Promosso capitano di vascello nel 1905, fu direttore d'artiglieria e armamenti del 1° Dipartimento marittimo (La Spezia) dal 1905 al 1907, quindi fu comandante della nave da battaglia Re Umberto e della nave scuola Amerigo Vespucci. Con la promozione a contrammiraglio avvenuta nel 1911 divenne membro del Consiglio superiore di Marina. Riprese il mare tra il 1913 e il 1915 quale comandante, in successione, della 1ª, della 2ª e della 3ª Divisione navale; nell'aprile 1914 ricoprì per un anno l'incarico di Ispettore delle siluranti. Durante tale periodo fu a lungo comandante di una squadra dislocata nelle acque dell'Albania durante il regno del principe Guglielmo di Wied, garantito dalle potenze europee. Ospitò il Re e la sua corte a bordo della cannoniera Misurata durante i disordini a terra, e mantenne compagnie da sbarco a Durazzo, allora capitale d'Albania, a difesa del palazzo reale (Konak) e per compiti di ordine pubblico.
All'atto dell'entrata in guerra del Regno d'Italia, avvenuta il 24 maggio 1915, ricopriva l'incarico di comandante della 5ª Divisione navale alzando la sua insegna sull'incrociatore corazzato Giuseppe Garibaldi. Nel mese di luglio il comandante in capo della flotta, ammiraglio Luigi di Savoia Duca degli Abruzzi, gli ordinò di salpare con le sue navi, Giuseppe Garibaldi (comandante, capitano di vascello Franco Nunes), nave ammiraglia, Varese (comandante, capitano di vascello Pasquale Salinardi), Francesco Ferruccio (comandante, capitano di vascello Diego Simonetti) e Vettor Pisani (comandante, capitano di vascello Ruggero Ruggiero), ed eseguire un bombardamento contro la costa della Dalmazia.  Tale operazione era stata pianificata dall'ammiraglio Enrico Millo. Il giorno 17 luglio, mentre dirigeva verso la costa dalmata, le sue navi furono avvistate da due aerei nemici che rientrarono subito alla base per dare l'allarme. Egli telegrafò al Comando Supremo per avvertire che l'effetto sorpresa era sfumato, ma il Duca degli Abruzzi gli ordinò di procedere come previsto. Il 18, mentre le navi iniziavano a sparare contro la linea ferroviaria Cattaro-Gravosa, uno dei due siluri lanciati dal sommergibile U-4 del comandante Rudolf Singule colpirono il Giuseppe Garibaldi che affondò in pochi minuti. Sia lui che il comandante del Garibaldi, capitano di vascello Franco Nunez si salvarono a nuoto, e furono raccolti dalle siluranti di scorta insieme ad altri 525 uomini.
Assunse poi l'incarico di comandante militare marittimo e della Piazza di Brindisi, ricoprendolo fino a luglio 1916. Promosso viceammiraglio, fu vicepresidente del Consiglio superiore di Marina fino al giugno 1917, data del collocamento in posizione ausiliaria. Richiamato in servizio attivo nel biennio 1917-1919, fu quindi collocato nella riserva. Per cambio della denominazione dei gradi fu nominato ammiraglio di squadra nel 1926. Si spense a Napoli il 14 ottobre 1954.

### Fonti
1. 1 2 3 4 5 6 7 8 9 10 11 12 13  Alberini, Prosperini 2015, p. 524.
2. 1 2  Cimmino 2016, p. 210.
3. ↑  Gazzetta Ufficiale del Regno d'Italia n.96 del 26 aprile 1905, pag. 1774.
4. ↑  Cimmino 2016, p. 235.
5. 1 2  Paolillo 2015, p. 20.
6. 1 2  Paolillo 2015, p. 21.
7. ↑  Gazzetta Ufficiale del Regno d'Italia n.88 del 7 aprile 1915, pag. 2093.
8. ↑  Gazzetta Ufficiale del Regno d'Italia n.131 (straordinario) del 5 giugno 1910, pag. 2800.